# Villanueva de las Peras

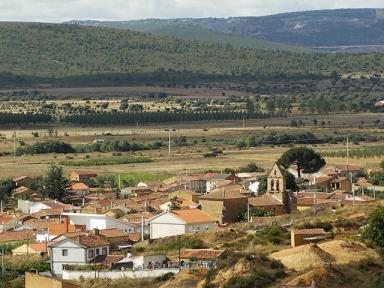
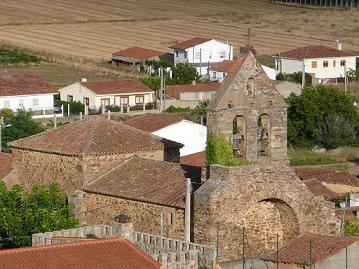

Villanueva de las Peras is een gemeente in de Spaanse provincie Zamora in de regio Castilië en León met een oppervlakte van 16,97 km². Villanueva de las Peras telt 88 inwoners (1 januari 2016).

## Demografische ontwikkeling
Bron: INE, 1857-2011: volkstellingen